# Deling van Altenburg
De Deling van Altenburg (Duits: Altenburger Teilung) was een plan voor de verdeling van de landen en bezittingen van het huis Wettin dat op 10 september 1445 door de Staten van Saksen aan keurvorst Frederik II de Zachtmoedige en hertog Willem III de Dappere van Saksen voorgelegd werd. Het plan verdeelde Saksen in drie delen. Het eigenlijke hertogdom Saksen rond Wittenberg mocht volgens de bepalingen uit de Gouden Bul niet verdeeld worden en zou in bezit blijven van Frederik II. De overige gebieden werden verdeeld in een Thürings en een Meißens deel.
In strijd met het Saksisch recht werd bepaald dat Frederik II als eerste zijn keuze uit een van de twee delen mocht maken. Toen Frederik tegen alle verwachtingen in voor het Thüringse deel koos, weigerde Willem III de deling te accepteren. Uiteindelijk brak in 1446 de Saksische Broederoorlog uit tussen de twee broers over de verdeling van Saksen.